# Ani Galván
Ana Isabel Galván García de las Bayonas, conocida artísticamente como Ani Galván (Murcia, 1992), es una poeta, escritora e investigadora española. Ha resultado ganadora del XXXIX Premio Carmen Conde de Poesía de Mujeres por el poemario Educación de una cortesana (2022).

## Trayectoria
Galván se graduó en Historia del Arte por la Universidad de Murcia en 2018. Continuaría sus estudios realizando el Máster Oficial de Formación del Profesorado. En el año 2021 obtuvo una ayuda de la Fundación Séneca para desarrollar su tesis doctoral en la Universidad de Murcia. Su tesis presenta un recorrido por el autorretrato postfotográfico (conocido comúnmente como selfie).
En el año 2024 recibiría la prestigiosa Beca Fullbright para desarrollar dicha línea de investigación.
En 2022 publicaría Educación de una cortesana (editorial Torremozas), por el que obtendría el XXXIX Premio Carmen Conde de Poesía de Mujeres. Su obra ha sido editada en diversos medios y revistas digitales.
Asimismo, ha participado en calidad de autora y entrevistadora en distintos festivales literarios, tales como el Festival Deslinde de Poesía (Cartagena, 2022) o el Festival Demoleer (Murcia, 2024).

## Reconocimientos
Ha sido galardonada con el XXXIX Premio Carmen Conde de Poesía de Mujeres por el poemario Educación de una cortesana (2022).